# Ctésias
Ctésias (en grec ancien : Κτησίας / Ktêsías ; en latin : Ctesias), né à Cnide (Carie) au Ve siècle av. J.-C., mort après 398 av. J.-C. est un médecin grec au service d'Artaxerxès II ainsi qu'un historien de la Perse et de l'Inde.

## Notice biographique
Membre de la famille des Asclépiades, il est né à Cnide, cité d'Asie Mineure réputée pour ses médecins. Il devient le médecin d'Artaxerxès II Mnémon, Grand Roi de Perse, et de sa famille, à une date incertaine. Diodore de Sicile et Jean Tzétzès indiquent qu'il reste 17 ans à son service, et qu'il rentre chez lui en 398 av. J.-C., ce qui place le début de sa carrière perse en 415. Diodore précise qu'il a rejoint le Grand Roi après avoir été fait prisonnier par les Perses. Selon Xénophon dans son Anabase, Ctésias accompagne Artaxerxès lors de la bataille de Counaxa (401) livrée contre son frère Cyrus le Jeune. Ctésias meurt après son retour à Cnide, à une date inconnue.

## Œuvre
Ctésias est principalement l'auteur de récits historiques sur l'Inde et la Perse, qui ont subsisté sous forme de citations ou de résumés. On lui a parfois attribué d'autres ouvrages dont on ne sait quasiment que le titre :
- Sur les montagnes (Περὶ ὀρῶν / Perì orỗn) et Sur les fleuves (Περὶ ποταμῶν / Peri potamỗn), cités par le pseudo-Plutarque ;
- Le Tour de l'Asie (Περίπλους Ἀσίας / Períplous Asías), cité par Étienne de Byzance ;
- Des tributs en Asie (Περὶ τῶν κατὰ τὴν Ἀσίαν φόρων / Perì tỗn katà tền Asían phórôn), peut-être un appendice de l’Histoire de Perse.

Il ne reste de ces ouvrages que des fragments et des extraits transmis par Photios et par des dizaines d'autres auteurs. Ils ont été rassemblés par J.C.F. Baehr (1824), C. Müller (1844) et Felix Jacoby (1958). Dominique Lenfant, professeur d'histoire ancienne à l'Université de Strasbourg, en a donné une édition augmentée avec traduction et commentaire, publiée en 2004 dans la Collection des Universités de France (Les Belles Lettres).

### Histoire de Perse
L’Histoire de Perse ou Persica (Περσικά / Persiká) est rédigée à partir des notes prises par Ctésias pendant son séjour en Perse. Elle vise à faire mieux connaître l'histoire perse aux Grecs, et en particulier à corriger la vision qu'en a donnée Hérodote une génération avant lui. Selon Diodore, Ctésias se fonde non seulement sur son expérience personnelle, mais aussi sur les « parchemins royaux, dans lesquels, selon certaine coutume, les Perses consignaient les faits du passé ». Cependant, aucun autre élément ne vient corroborer l'existence d'archives historiques, ni surtout l'utilisation de ce genre de document par Ctésias. Son récit semble, en fait, essentiellement fondé sur des sources orales, et certains, comme Lucien de Samosate dans ses Histoires vraies, doutent de ses écrits.
Cet ouvrage se compose de 23 livres, rédigés dans une langue teintée de dialecte ionien. Les six premiers rappellent l'histoire des empires d'Asie, des Assyriens aux Mèdes. Les livres VII à XIII contiennent l'histoire de la Perse jusqu'à Xerxès, et les dix livres suivants poursuivent jusqu'au départ de Ctésias pour Cnide. Ctésias affectionne les anecdotes et se plaît à émailler son texte de passages dramatiques ou extraordinaires. Pour cette raison, Plutarque, dans sa Vie d'Artaxerxès, l'accuse d'avoir « rempli ses livres d'un ramassis disparate de mythes incroyables et extravagants ».
La crédibilité du récit de Ctésias en tant que source sur l'histoire de l'empire perse est délicate à évaluer et, de ce fait, controversée. Mais les historiens actuels de la Perse achéménide se fondent largement sur lui pour la période la plus récente de son récit, de la mort de Xerxès (465) aux premières années d'Artaxerxès II (398).
Seuls ont été conservés des fragments de l'œuvre, c'est-à-dire des citations, paraphrases ou résumés partiels transmis par une cinquantaine d'auteurs comme Photios, Plutarque, Athénée ou encore Diodore de Sicile.
Il est connu pour avoir à tort placé la bataille de Platées avant celle de Salamine, peut-être dans l'intention de bien montrer qu'il ne plagiait pas son prédécesseur, Hérodote.

### Histoire de l’Inde
Ctésias est également l'auteur d'une Histoire de l’Inde (Ἰνδικά / Indiká). Il s'attache à décrire la vallée de l'Indus, les mœurs des habitants, la faune et la flore que l'on y rencontre. Il s'agit davantage de descriptions que d'une histoire au sens moderne du terme. À lire Photius, l'œuvre ne possède pas d'ordre particulier : Ctésias y aborde un sujet après l'autre, au gré de sa fantaisie. Pour lui, l'Inde est un pays fantastique : il collecte tous les récits fabuleux qu'il peut entendre à son sujet. C'est ainsi qu'il évoque :
- des « cynocéphales » (littéralement « têtes de chiens »), qui tiennent à la fois de l'homme et de l'animal ;
- le martichoras (manticore, sorte de lion à visage humain, doté d'une queue de scorpion), mentionnée pour la première fois ;
- la licorne, dont c'est aussi la première mention, nommée monocéros[8] ;
- des sciapodes, individus s'ombrageant de leur pied, figure résultant selon certains d'une mauvaise compréhension d'une pratique rituelle des sâdhus.

Klaus Karttunen a effectué des rapprochements intéressants entre les créatures et phénomènes décrits par Ctésias et ceux de la mythologie indienne. Ctésias pourrait avoir eu vent de ces derniers lors de son séjour à la cour perse (la vallée de l'Indus relevait alors de l'Empire perse). Janick Auberger a fait de même en rapprochant Ctésias et Jacques Cartier (qui croyait aborder l’Inde en abordant l’Amérique du Nord).
Par ces descriptions, Ctésias développe une tendance marquée de l'imaginaire grec à situer aux confins du monde connu des créatures fantastiques et une nature extraordinaire. À l'instar de l’Histoire de Perse, cette œuvre n'est connue que par des citations, principalement de Photius et d'Élien.

## Sources antiques
- Diodore de Sicile, Bibliothèque historique [détail des éditions] [lire en ligne], II, 32.
- Plutarque, Vies parallèles [détail des éditions] [lire en ligne], Artaxerxes, 1, 4 ; 6, 9 ; 9, 1, 4 ; 11 ; 13, 3–7 ; 14, 1 ; 18, 1–7 ; 19, 2–5 ; 21, 3–4. ;
- Strabon, Géographie [détail des éditions] [lire en ligne], XIV.
- Xénophon, Anabase [détail des éditions] [lire en ligne], I, 8.
- Photios, Bibliothèque [détail des éditions] [lire en ligne], 72 .